# Miguel Alba
Miguel Ángel Alba (Mar del Plata, Provincia de Buenos Aires, Argentina; 14 de agosto de 1988) es un futbolista argentino. Juega como delantero 

## Clubes
| Club                   | País      | Año         |
| ---------------------- | --------- | ----------- |
| Atlético Unión         | Argentina | 2009 - 2010 |
| Chacarita Juniors      | Argentina | 2010 - 2011 |
| Atlético Unión         | Argentina | 2011 - 2012 |
| Douglas Haig           | Argentina | 2012 - 2013 |
| Alianza Petrolera      | Colombia  | 2013        |
| Ñublense               | Chile     | 2014        |
| Santamarina de Tandil  | Argentina | 2014        |
| Guarani Antonio Franco | Argentina | 2015        |
| AEP Paphos             | Chipre    | 2016        |
| Ermis Aradippou        | Chipre    | 2016        |
| Gimnasia y Tiro        | Argentina | 2017        |
| Birkirkara             | Malta     | 2017        |
| Valletta               | Malta     | 2018 - 2019 |
| Birkirkara             | Malta     | 2019        |
| Valletta               | Malta     | 2020 - 2021 |